# 캐럴린 존스
캐럴린 수 존스(Carolyn Sue Jones, 1930년 4월 28일 - 1983년 8월 3일)는 미국의 텔레비전, 영화 배우이다. 1950년대 초 은막에 데뷔하여 동년대 말 《총각 파티》로 아카데미 여우조연상 및 1959년 골든 글로브상 신인상에 후보로 올랐다. 이후 20년간 그녀의 영화 출연은 계속되었다. 1964년 흑백 텔레비전 시리즈 《애덤스 가》에서 모티시아 애덤스 역을 분하였다.